# Leobino
Leobino (Poitiers, ... – 557 circa) è stato un vescovo e santo franco.
Partecipò al V concilio di Orléans (549) e al secondo concilio di Parigi (553). 
Il suo culto si estese rapidamente. All'inizio del XIII secolo la Chiesa di Chartres gli rese onori come a un fondatore e ne fece un modello di vescovo consacrando a lui una celebre vetrata nella navata laterale nord della cattedrale.

## Agiografia

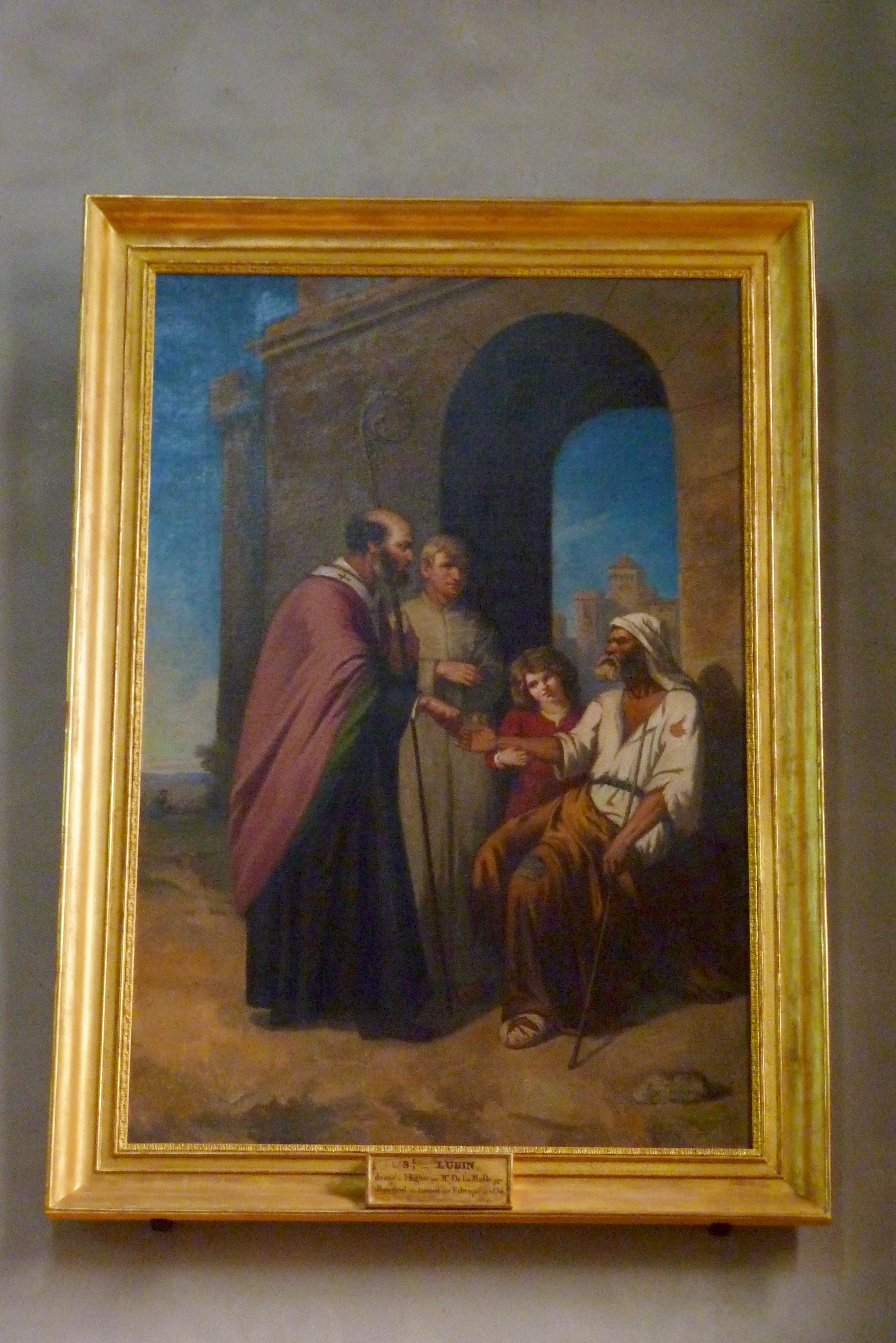
San Leobino che fa l'elemosina, chiesa di San Leobino e San Giovanni Battista, Rambouillet.
.

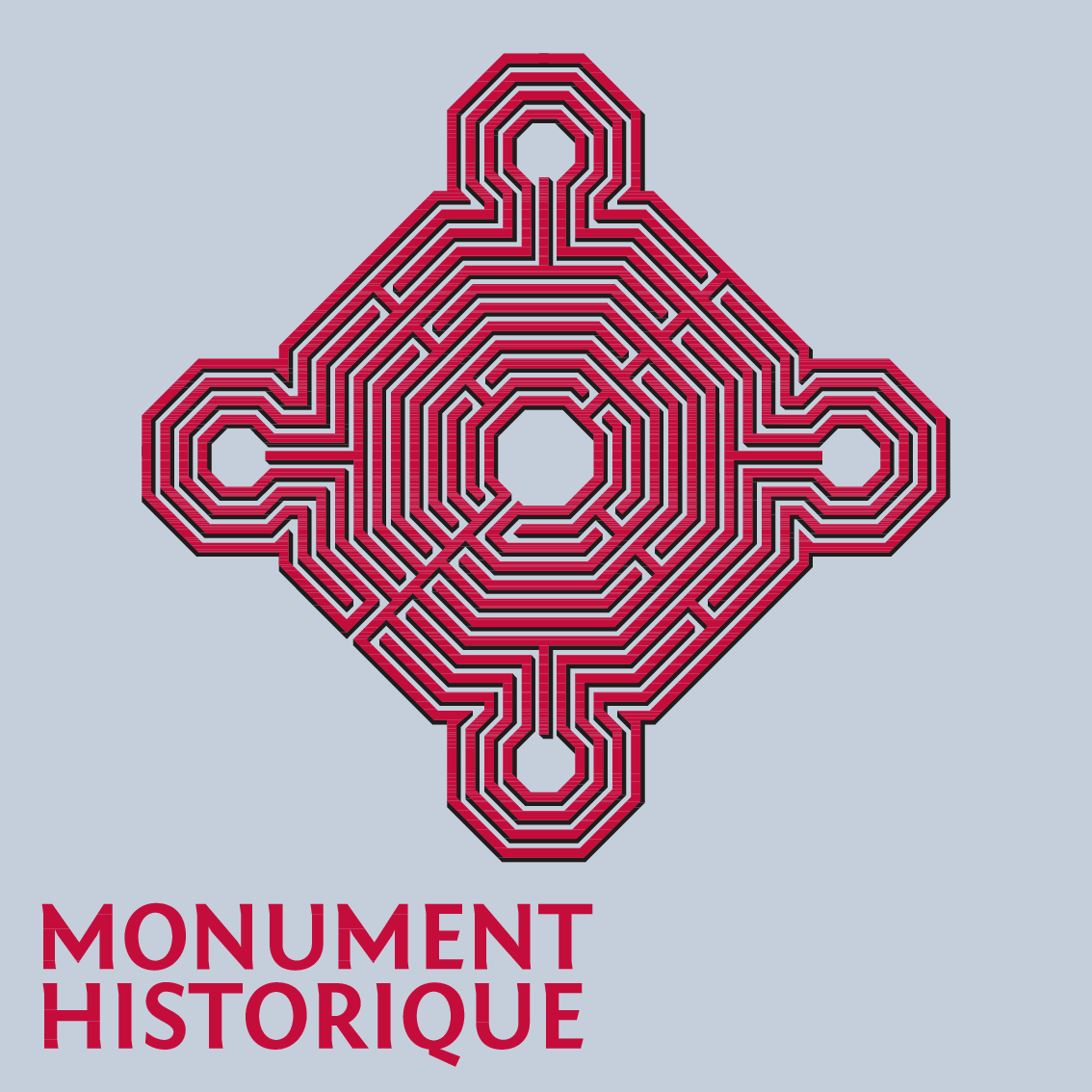
Monumento storico di Francia (1986)

La vita di san Leobino è nota dalla leggenda., e anche dal suo biografo François Giry..
San Leobino, prima di diventare vescovo di Chartres, ebbe una vita molto avventurosa. Figlio di contadini, nacque nei pressi di Poitiers alla fine del V secolo. La leggenda dice che stava pascolando dei buoi quando incontrò un monaco al quale chiese di scrivere le lettere dell'alfabeto sulla sua cintura allo scopo di poter apprenderle e studiare.
Avendo imparato a leggere e scrivere, egli entrò nell'abbazia di Saint-Martin de Ligugé, della quale divenne dispensiere.
Dopo otto anni di vita monastica, andò nel Perche a visitare sant'Avito. Di lì raggiunse l'Abbazia di Lerino, ma, incrociando un monaco che ne veniva, fu dissuaso dal recarvisi e si diresse verso la zona di Lione, ove rimase cinque anni.
Durante la sua permanenza presso l'abbazia dell'isola Barbe a Lione, i figli di Clodoveo I, dopo aver sconfitto i Burgundi invasero la zona, lo torturarono e lo lasciarono come morto. Ristabilitosi, lasciò il lionese per tornare a Sant'Avito e diventare dispensiere di quella comunità. Trascorse in seguito cinque anni nella foresta di Montmirail, tra il Perche e la contea del Maine.
Il vescovo di Chartres, Eterio, conosceva la reputazione di santità di Leobino; egli aveva anche saputo che Leobino aveva fermato, con le sue preghiere, un uragano e un incendio che minacciava di distruggere Parigi. Eterio fece venire Leobino, lo creò diacono e lo fece abate del monastero di Brou.
Nel 536, sant'Albino lo portò con sé a visitare Cesario d'Arles; dopo questa visita Leobino desiderava ancora andare a raggiungere i monaci dell'isola di Lerino, ma sant'Albino glielo impedì, sostenendo che lui non avesse il diritto di abbandonare il suo incarico. Egli tornò quindi a Brou.
Nel 544 il vescovo di Chartres morì. Leobino, contro la propria volontà ma con il consenso del re Childeberto I, fu nominato vescovo di Chartres. Egli fu un vescovo attento, amorevole e caritatevole.

### La morte

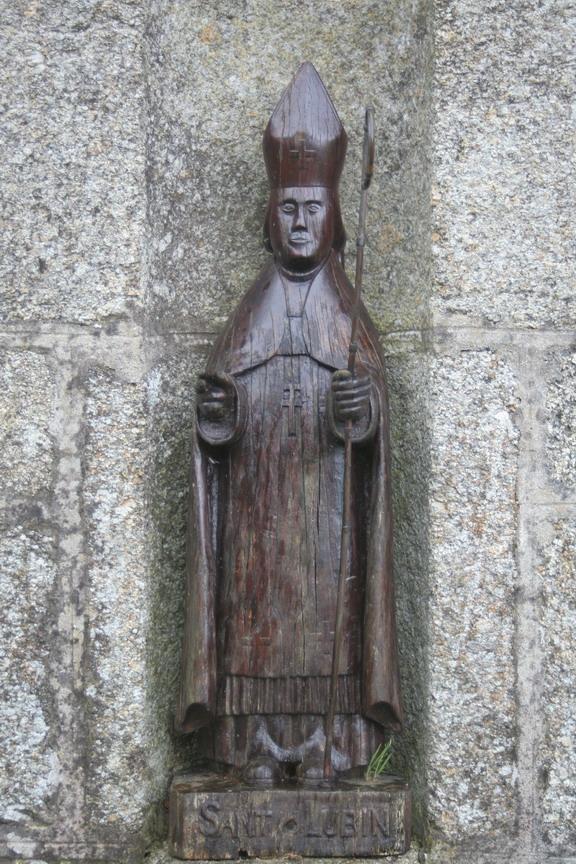
Statua della fontana Saint-Lubin, Kergrist-Moëlou, Côtes d'Armor.

Nel corso degli ultimi sette anni della sua vita, Leubino fu molto ammalato, fatto che non gli impedì di continuare le sue visite pastorali, né di partecipare al V Concilio di Orléans il 28 ottobre 549, né al secondo concilio di Parigi nel 553.
Morì il 14 marzo 557 e la sua salma fu inumata nella chiesa di Saint-Martin-au-Val a Chartres.
Durante le guerre di religione francesi la sua tomba fu profanata, la cassa che conteneva il suo capo nella cattedrale di Chartres fu distrutta, ma la reliquia fu risparmiata e successivamente fu deposta nella chiesa di San Nicola a Blois.

## Miracoli
Oltre ad aver estinto un incendio a Parigi solamente con un segno della croce, egli compì numerosi miracoli, restituendo la vista a un cieco e la salute a numerose persone ammalate: a un idropico, a molti malati di mente e a un Vecchio prete.  Tutti miracoli elencati nel Breviario di Chartres.

## Culto
La memoria liturgica di san Leobino cade il 14 marzo, ma a Chartres viene celebrato il 17 settembre
San Leobino è patrono di Chartres, la cripta interna della cattedrale ne porta il nome, ed è anche patrono di molti altri luoghi.

## Rappresentazioni nelle arti

### Vetrate
- Una vetrata sulla navata laterale nord della Cattedrale di Chartres lo rappresenta, benedetto da sant'Avito.

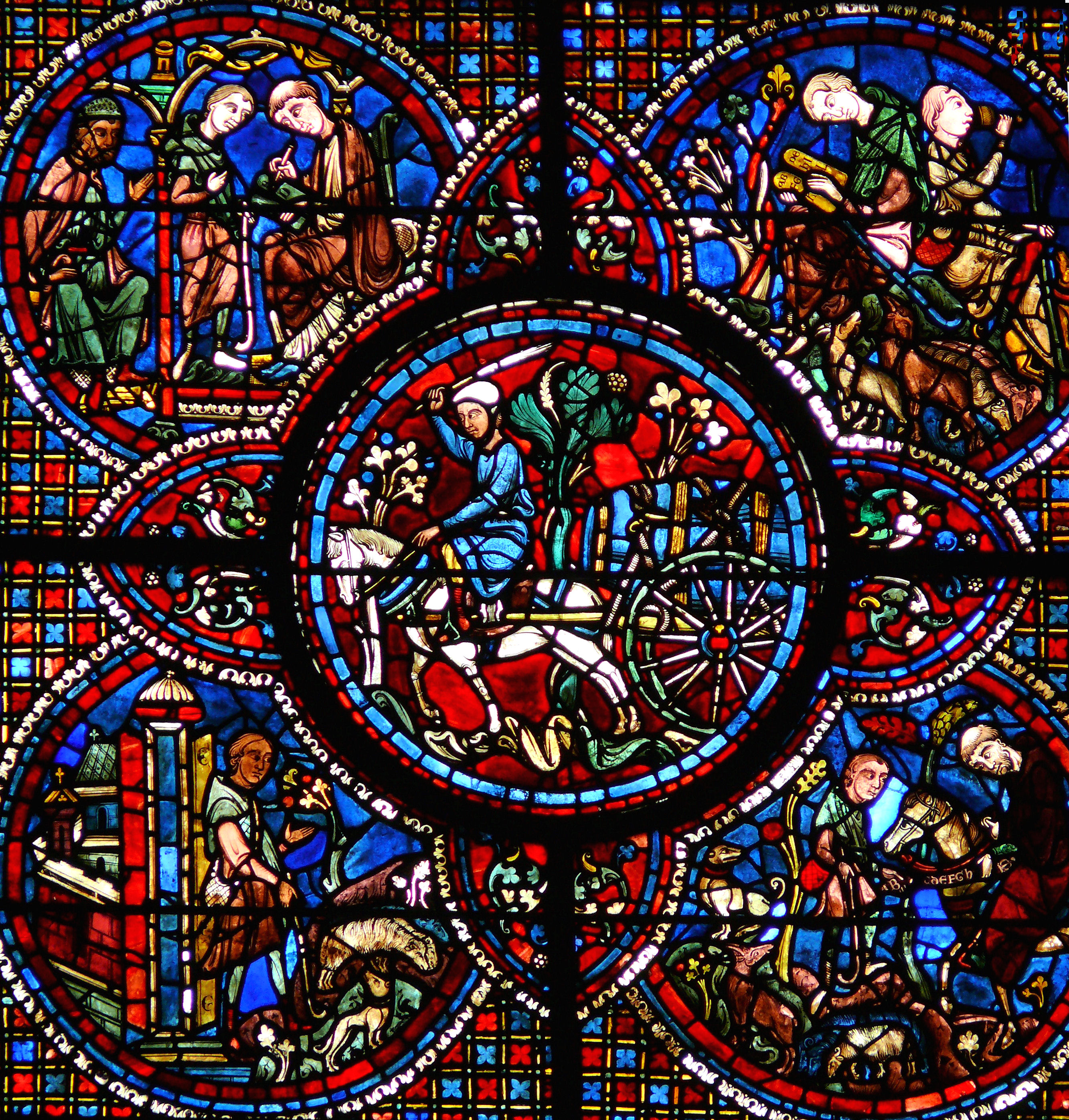
Vetrata della vita di san Leobino, cattedrale di Chartres.
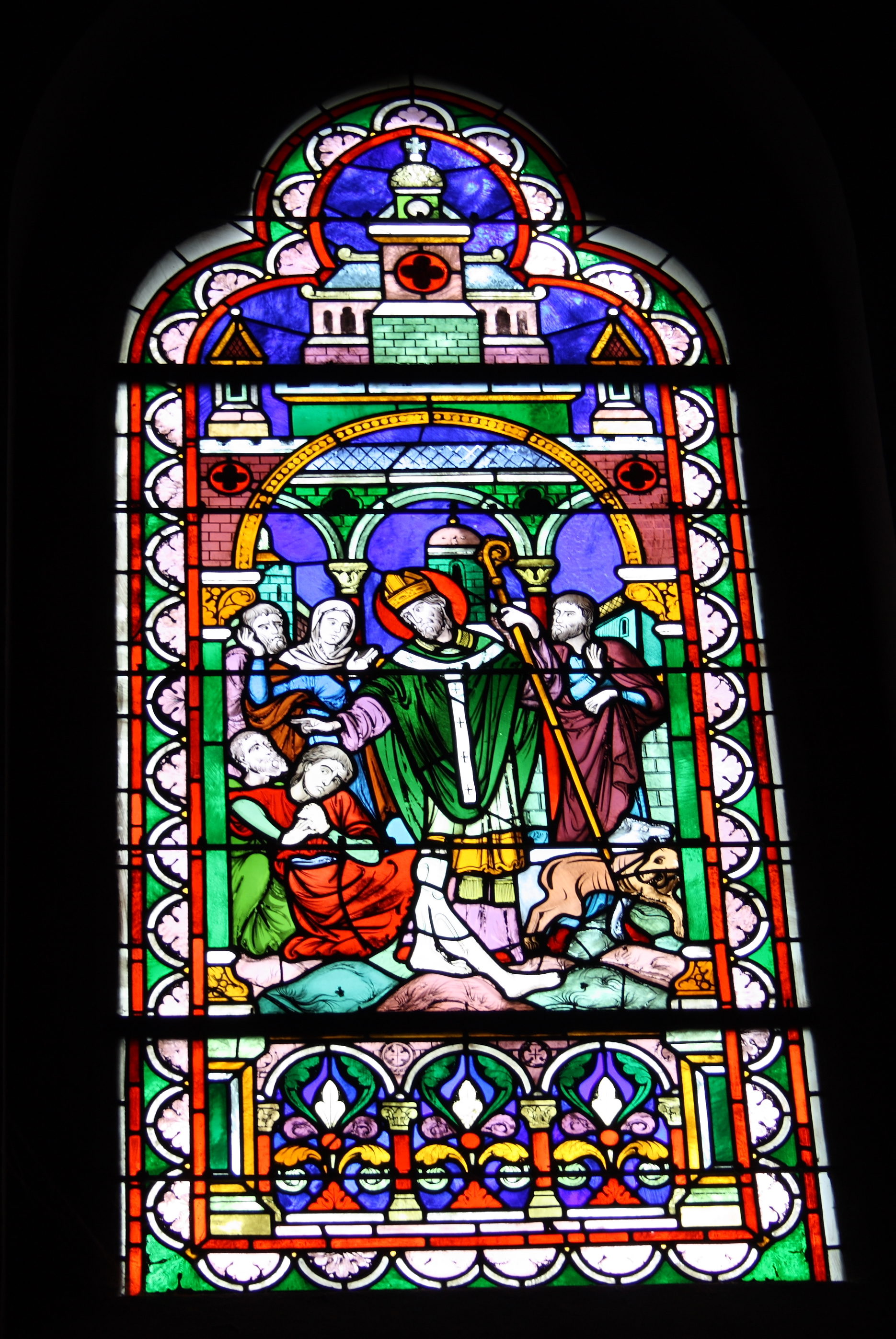
San Leobino che cura gli ammalati, vetrata di Eugène-Stanislas Oudinot, Rambouillet.
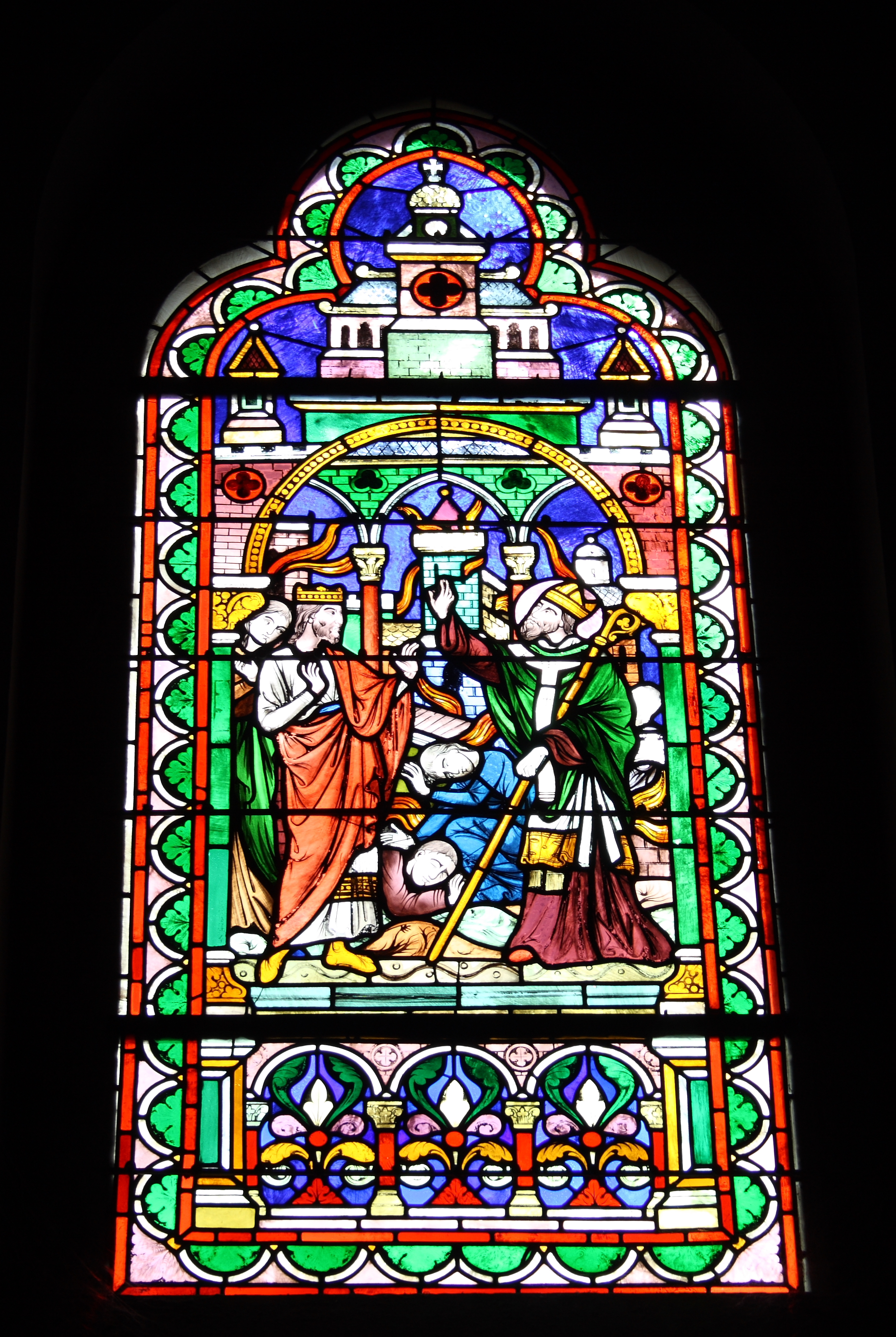
San Leobino con Childeberto I, vetrata di Eugène-Stanislas Oudinot, Rambouillet.
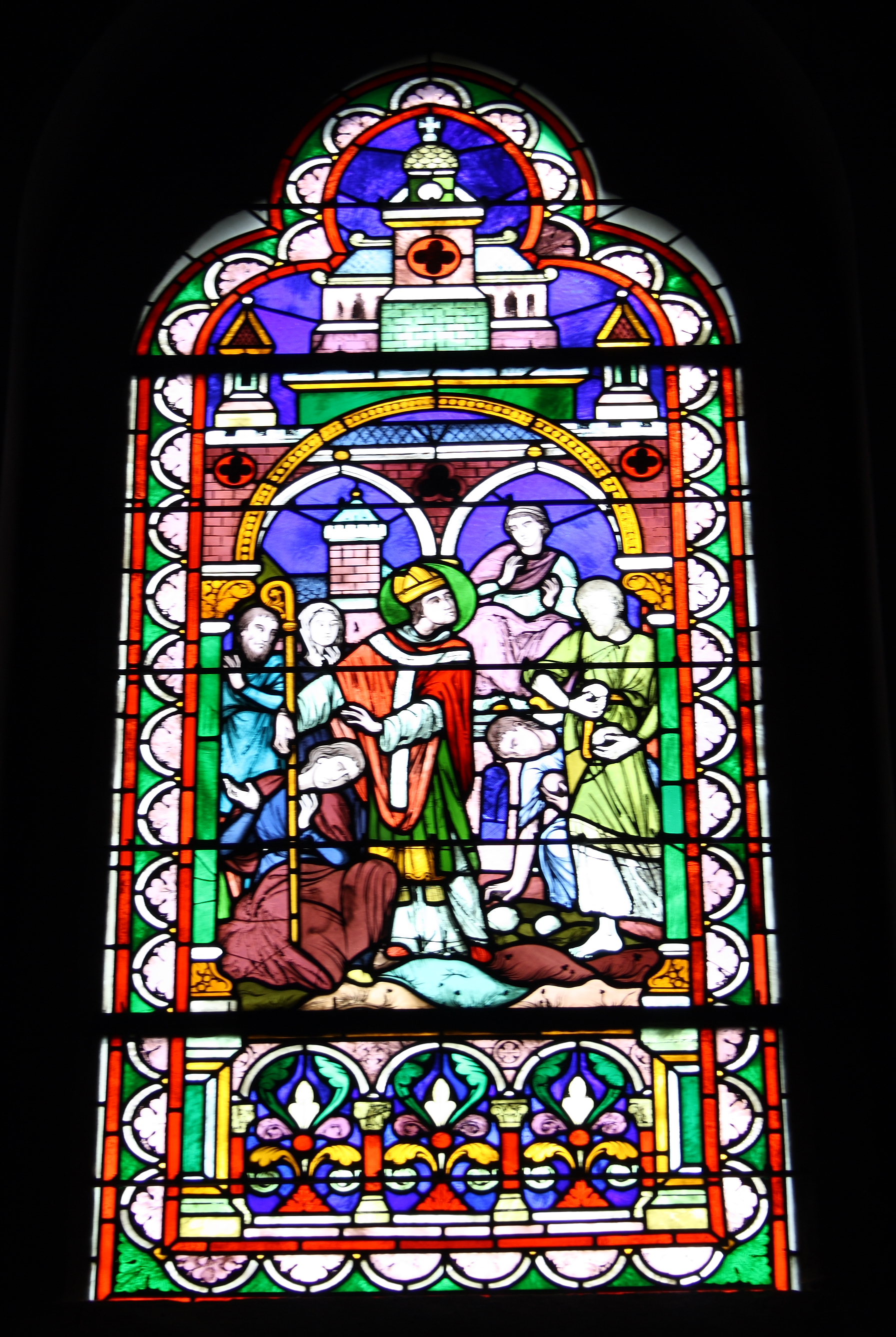
San Leobino che cura gli ammalati, vetrata di Eugène-Stanislas Oudinot, Rambouillet.
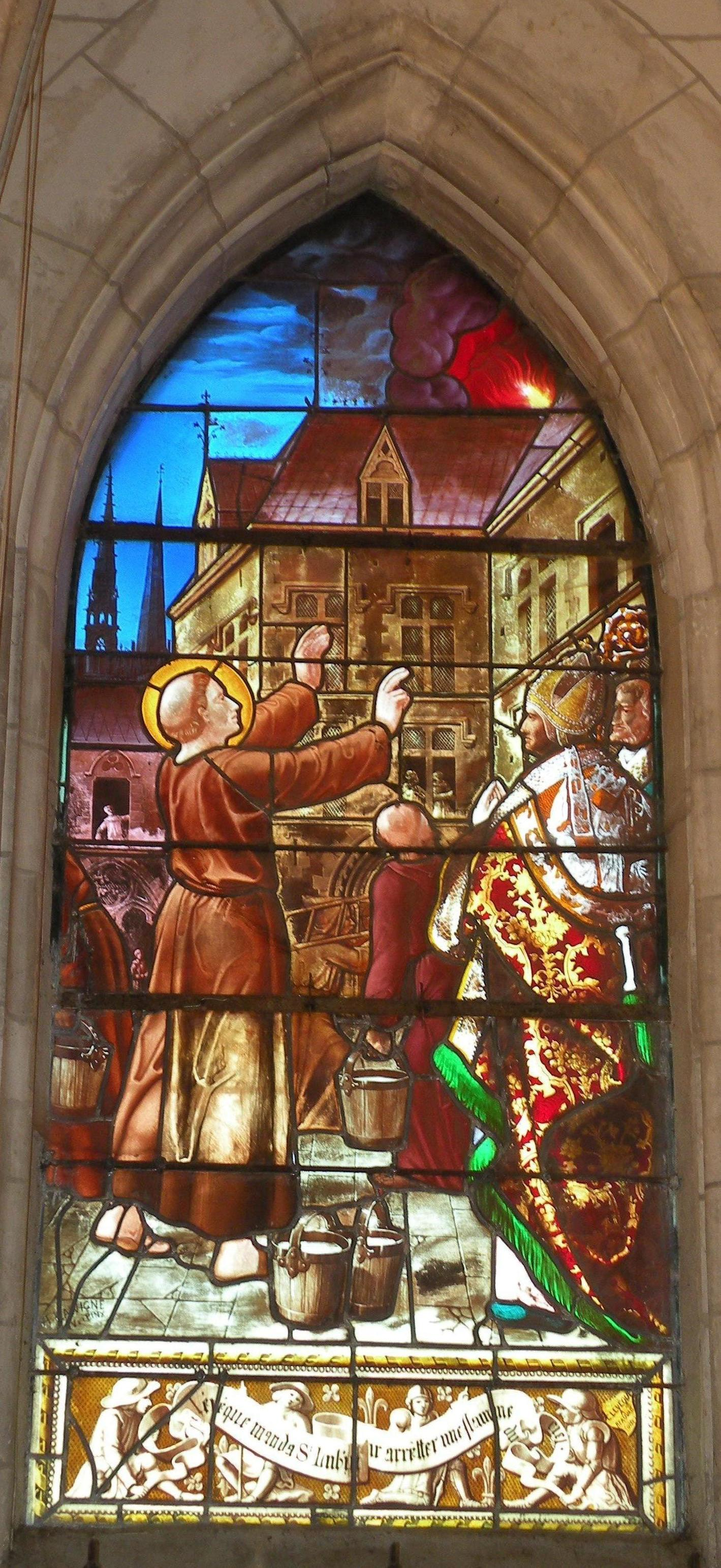
San Leobino, chiesa di Saint-Lubin de Goincourt, Oise.

### Statue

Statue di Lubin de Chartres
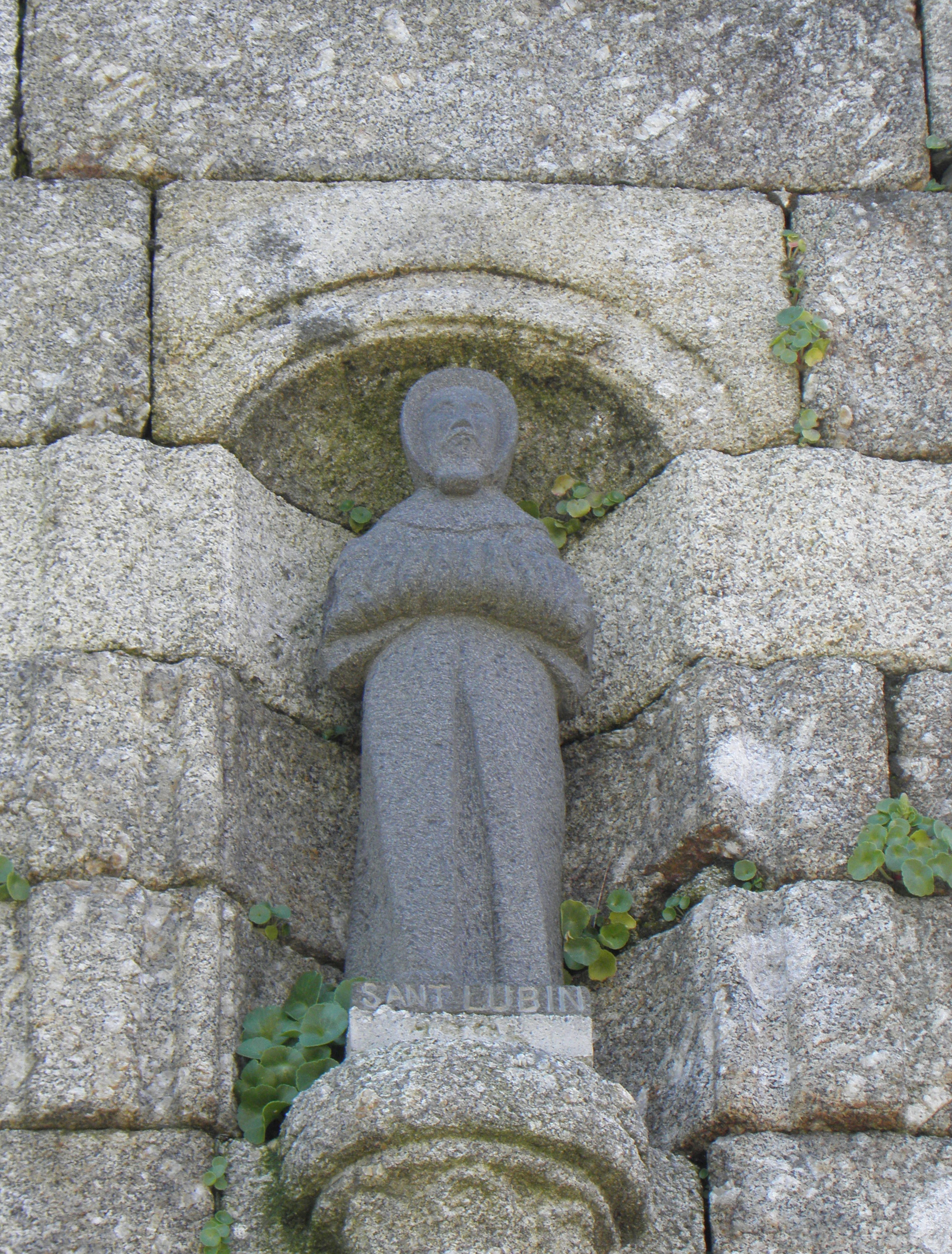
Cappella San Leobino, Kergrist-Moëlou, Côtes-d'Armor.
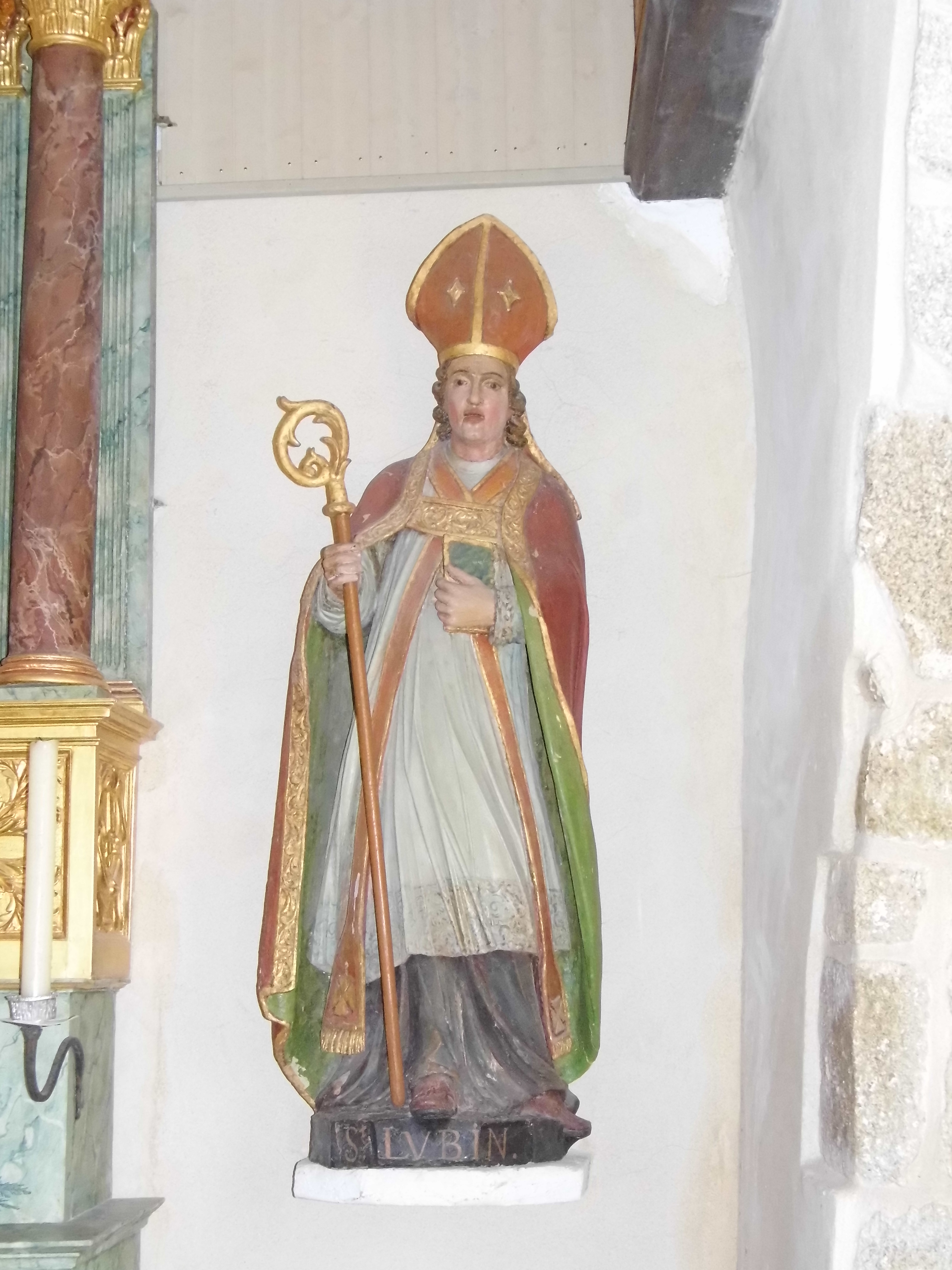
San Leobino, cappella Saint-Laurent, Plémy, Côtes-d'Armor.
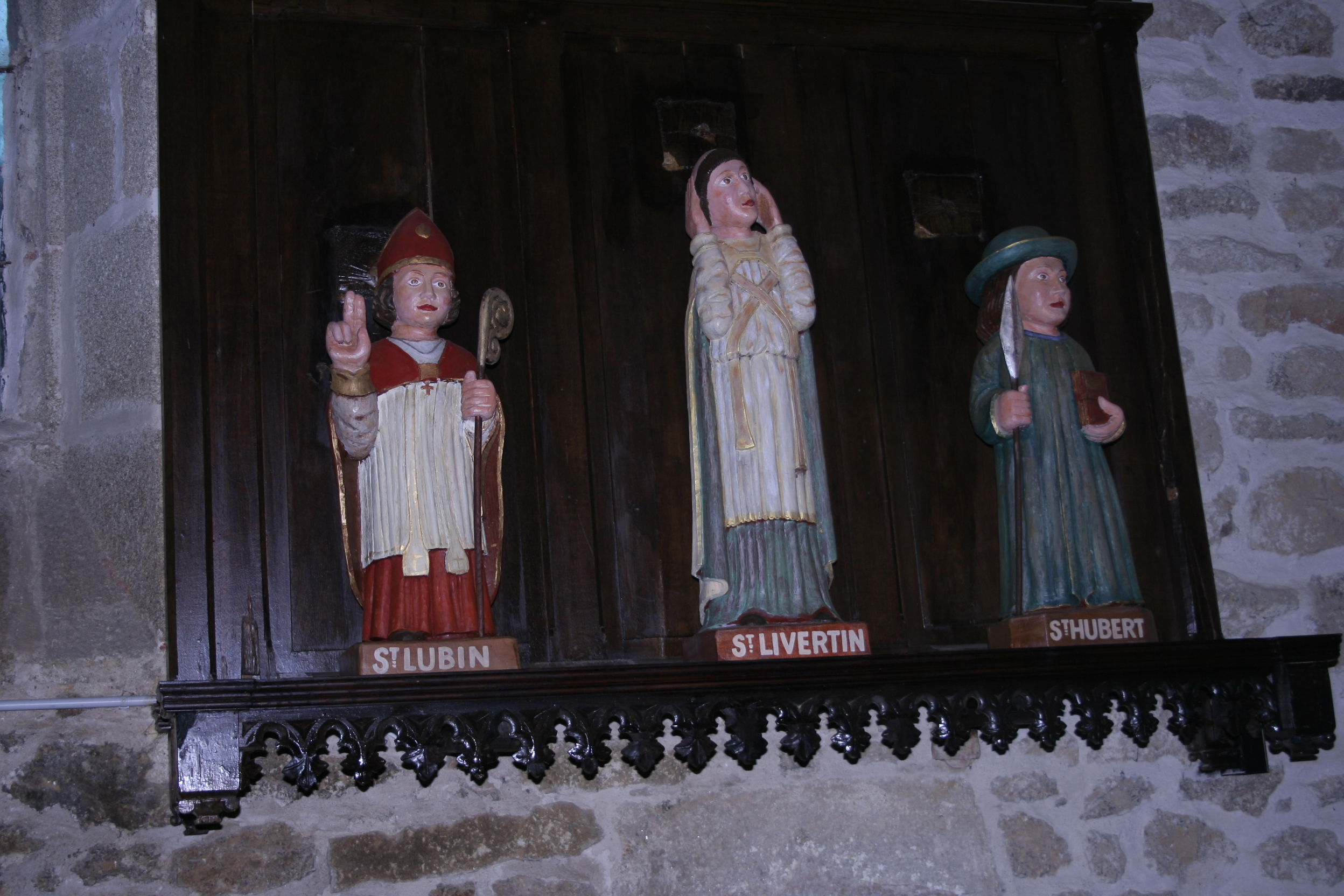
San Leobino, san Livertino e sant'Uberto, cappella di Notre-Dame-de-Haut, Trédaniel, Côtes-d'Armor.
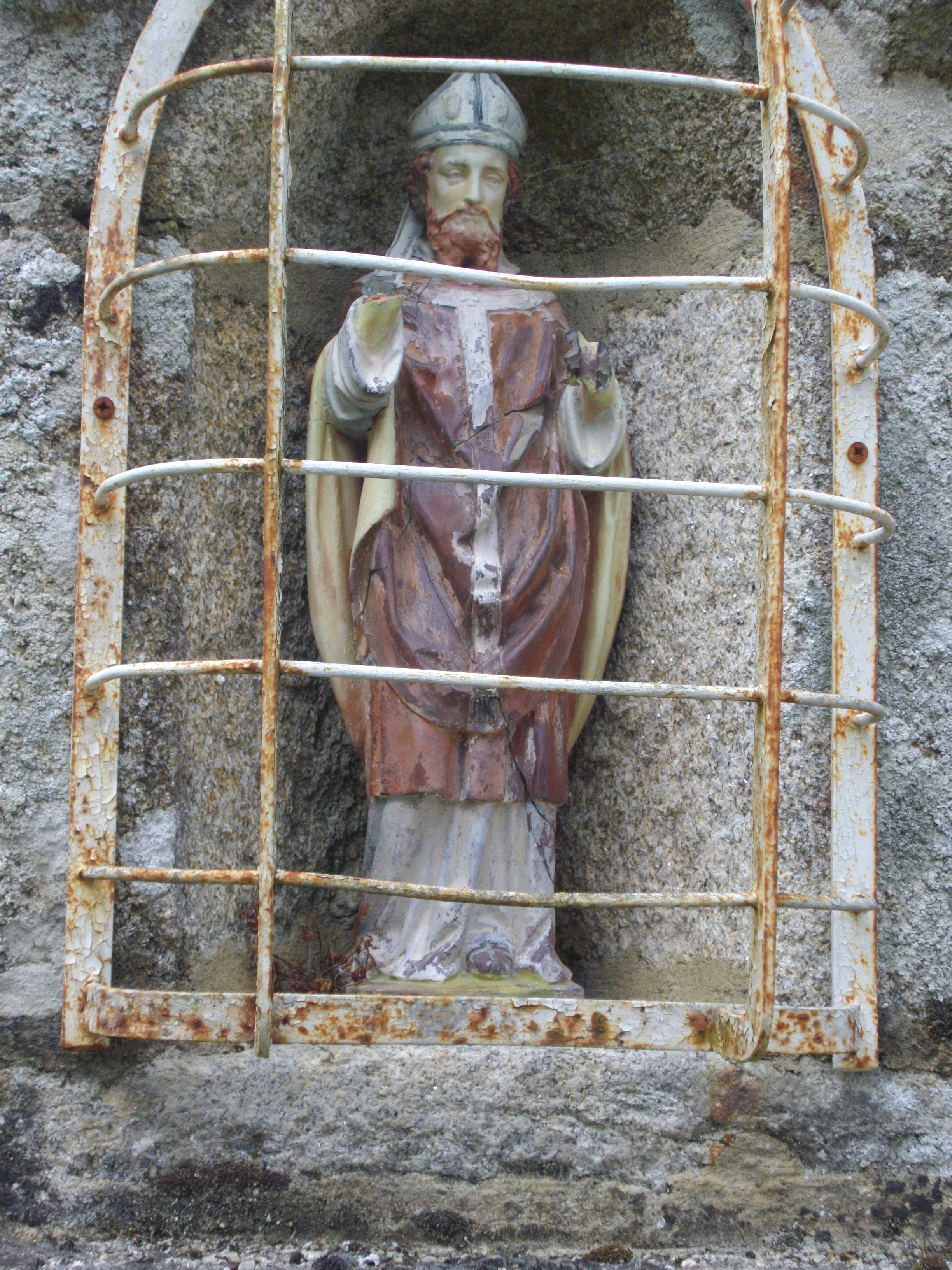
Fontana San Leobino, Lizio, Morbihan.
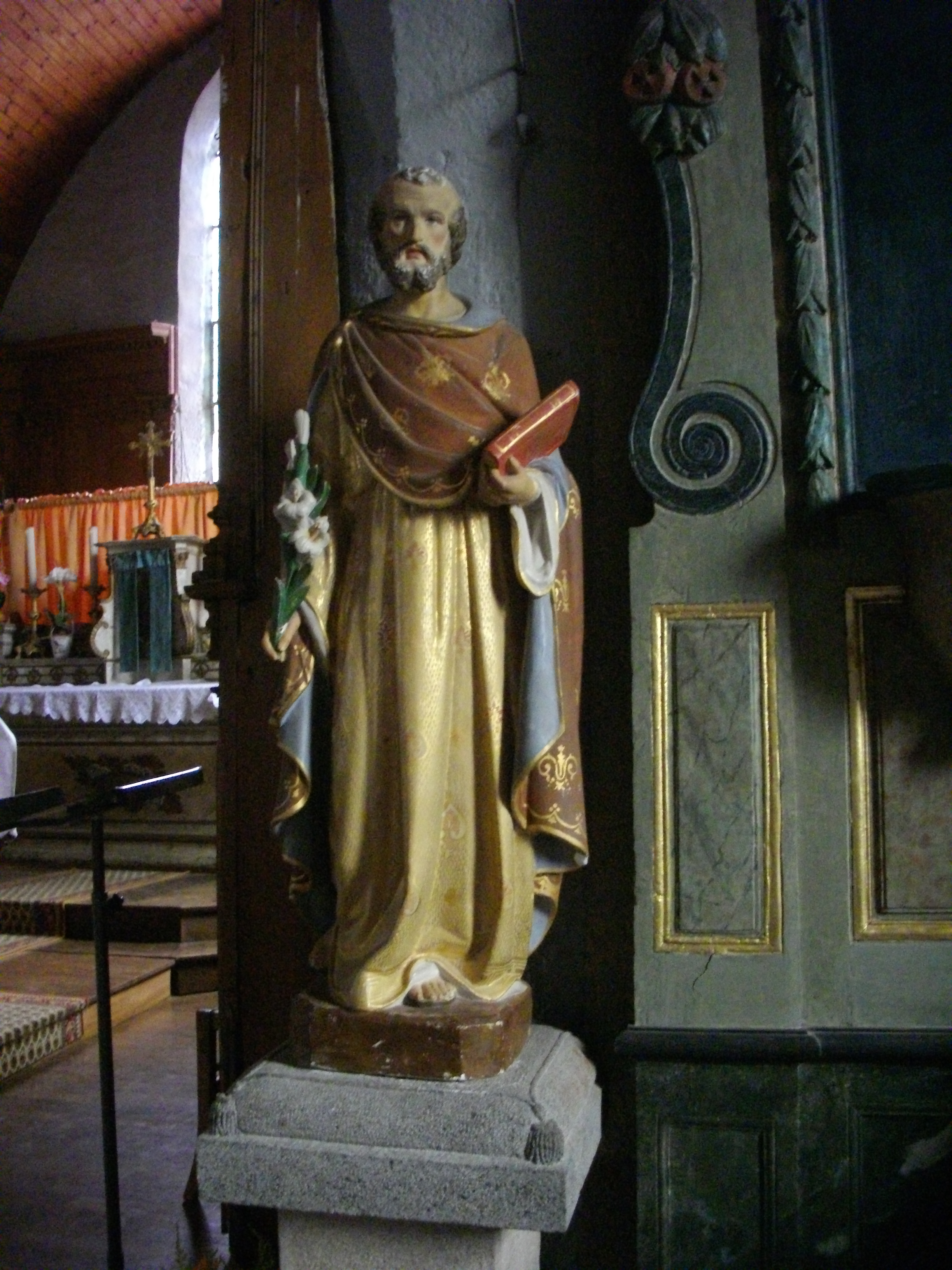
San Leobino, chiesa di Notre-Dame-du-Lys, Lizio, Morbihan.
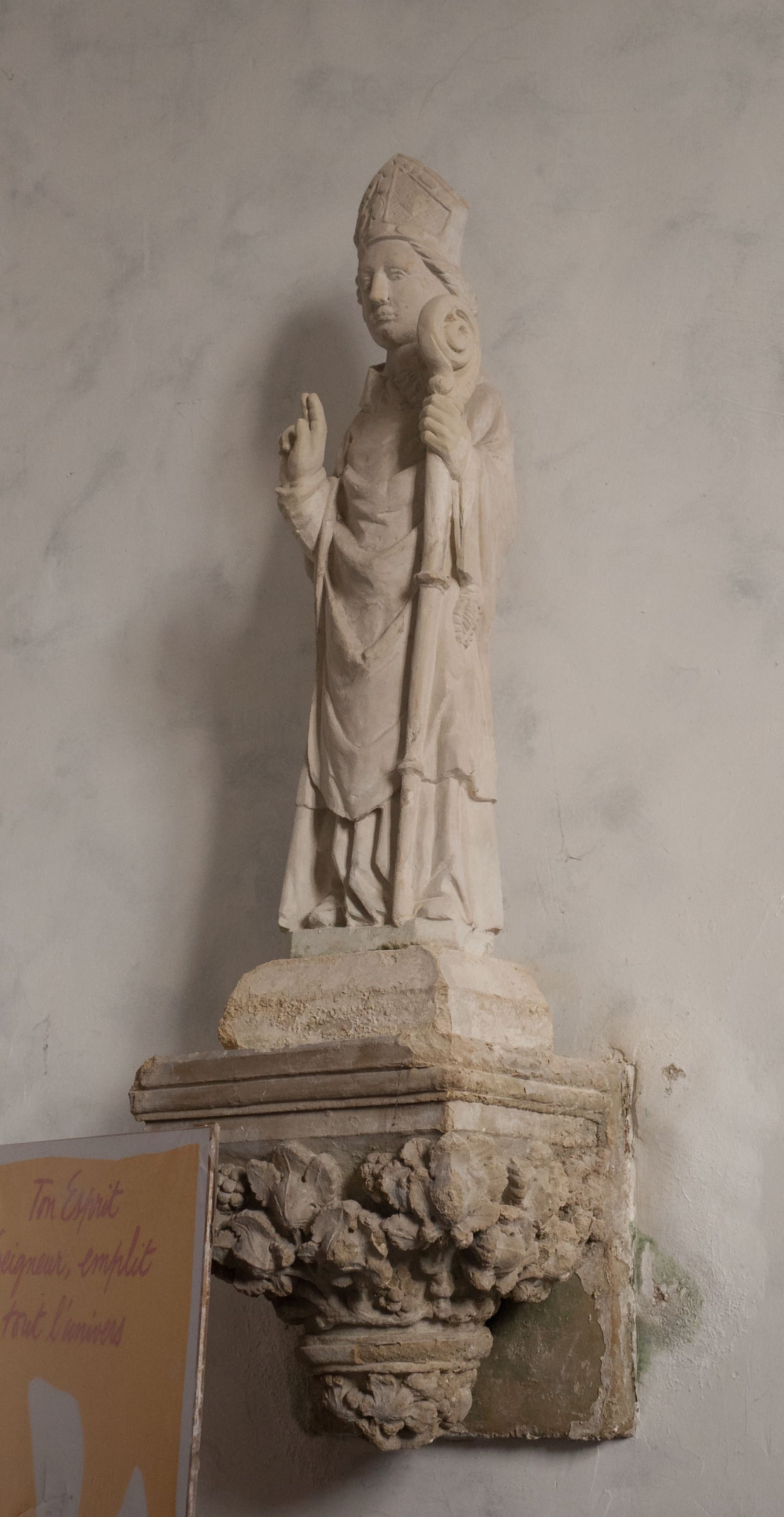
Chiesa di San Pietro, Gatteville-le-Phare, Manche.
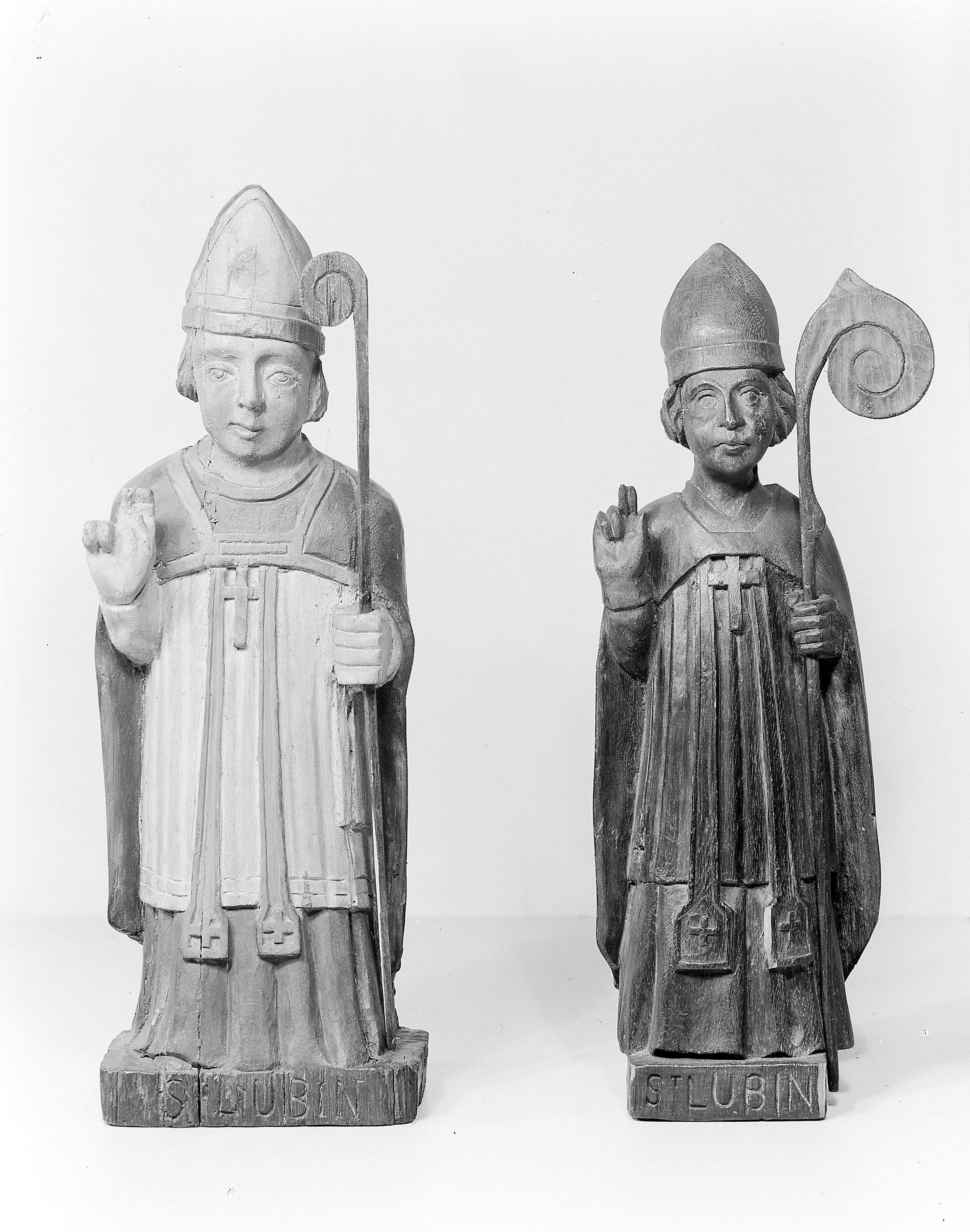
Statue di san Leobino alla Wellcome Library, Londra. Altezza: 50,7 e 52 cm.

## Toponimia
Vari comuni francesi portano nella loro denominazione Saint-Lubin.